# Округ Даглас (Вашингтон)
Округ Даглас (енгл. Douglas County) је округ у америчкој савезној држави Вашингтон.

## Демографија
По попису из 2010. године број становника је 38.431, што је 5.828 (17,9%) становника више него 2000. године.
| Група             | 2000.          | 2010.          |
| Белци             | 25.179 (77,2%) | 26.070 (67,8%) |
| Афроамериканци    | 101 (0,3%)     | 128 (0,3%)     |
| Азијати           | 178 (0,5%)     | 283 (0,7%)     |
| Хиспаноамериканци | 6.433 (19,7%)  | 11.013 (28,7%) |
| Укупно            | 32.603         | 38.431         |